# Sénat de la République (Mexique)
Pour les autres articles nationaux ou selon les autres juridictions, voir Sénat de la République.
LXVIe législature
Édifice du Sénat
La Chambre des sénateurs du Congrès de l'Union (en espagnol : Cámara de Senadores del Congreso de la Unión), couramment appelée Sénat de la République (en espagnol : Senado de la República), est la chambre haute du Congrès de l'Union, le parlement bicaméral du Mexique. Elle est composée de 128 sénateurs, intégralement renouvelés tous les six ans.

## Système électoral
Le Sénat est doté de cent vingt-huit sénateurs élus pour six ans selon un mode de scrutin parallèle similaire en principe à celui de la chambre basse, mais selon des modalités différentes. Quatre-vingt-seize sièges sont à pourvoir au scrutin majoritaire binominal dans trente-deux circonscriptions de trois sièges chacune correspondant aux États du Mexique plus la capitale Mexico. Les partis présentent un binôme de candidats dans chacune d'elles, et est élu sénateurs le binôme ayant recueilli le plus de voix dans sa circonscription ainsi que l'un des membres du binôme arrivés en deuxième position, dit sénateur minoritaire. Enfin, les trente-deux sièges restants sont élus au scrutin proportionnel plurinominal à liste bloquées.

## Histoire
Le Sénat a été créé par la constitution de 1917, établissant un État fédéral, où il offre une représentation égale aux 31 États et à Mexico qui composent les États-Unis mexicains.

## Composition et fonctionnement
Le Sénat se compose de 128 sénateurs dont 96 représentent les États et Mexico (à raison de 3 chacun) et les 32 derniers sont élus au niveau national.

## Organisation

### Composition actuelle
La composition actuelle correspondant au mandat 2024-2030 est la suivante:
| Parti | Parti                                        | Initiale | Actuelle |
| ----- | -------------------------------------------- | -------- | -------- |
|       | Mouvement de régénération nationale (MORENA) | 66       | 67       |
|       | Parti action nationale (PAN)                 | 22       | 21       |
|       | Parti révolutionnaire institutionnel (PRI)   | 16       | 14       |
|       | Parti vert écologiste du Mexique (PVEM)      | 13       | 14       |
|       | Parti du travail (PT)                        | 6        | 6        |
|       | Mouvement citoyen (MC)                       | 5        | 5        |
|       | Non-inscrit                                  | —        | 1        |
|       | Vacants                                      | —        | —        |
| Total | Total                                        | 128      | 128      |

### Présidence
La composition de la présidence du Sénat au 1er septembre 2024 est la suivante:
| Fonction        | Titulaire | Titulaire                        | Parti  | Début              | Fin         |
| --------------- | --------- | -------------------------------- | ------ | ------------------ | ----------- |
| Président       |           | Gerardo Fernández Noroña (es)    | MORENA | 1er septembre 2024 | En fonction |
| Vice-présidents |           | Imelda Castro Castro (es)        | MORENA | 1er septembre 2024 | En fonction |
| Vice-présidents |           | Mauricio Vila Dosal (es)         | PAN    | 1er septembre 2024 | En fonction |
| Vice-présidents |           | Karla Toledo Zamora (es)         | PRI    | 1er septembre 2024 | En fonction |
| Secrétaires     |           | Verónica Camino Farjat (es)      | MORENA | 1er septembre 2024 | En fonction |
| Secrétaires     |           | Jasmine Bugarín Rodríguez (es)   | PVEM   | 1er septembre 2024 | En fonction |
| Secrétaires     |           | Luis Donaldo Colosio Riojas (es) | MC     | 1er septembre 2024 | En fonction |
| Secrétaires     |           | Lizeth Sánchez García (es)       | MORENA | 1er septembre 2024 | En fonction |

### Élections
L'élection des sénateurs se compose de deux scrutins parallèles, le mandat est de 6 ans, non consécutivement renouvelable.
- 96 sièges sont à pourvoir selon un système de vote majoritaire à un tour (trois par États fédéré plus le District fédéral).
- Dans chaque circonscription se présente une liste de deux candidats par parti.
- Le duo avec le plus grand nombre de voix est élu, tandis que le deuxième ticket obtient le troisième siège.
- 32 sièges sont attribués à la représentation proportionnelle au niveau du pays entier.
- Pour ce faire, on agrège les voix ci-dessus au niveau national.